# Dorchester (Oxfordshire)
Pour les articles homonymes, voir Dorchester.
Dorchester-on-Thames  est une ville et une paroisse civile de l'Oxfordshire, en Angleterre. Elle est située à confluence de la Tamise et de la Thame.

## Histoire

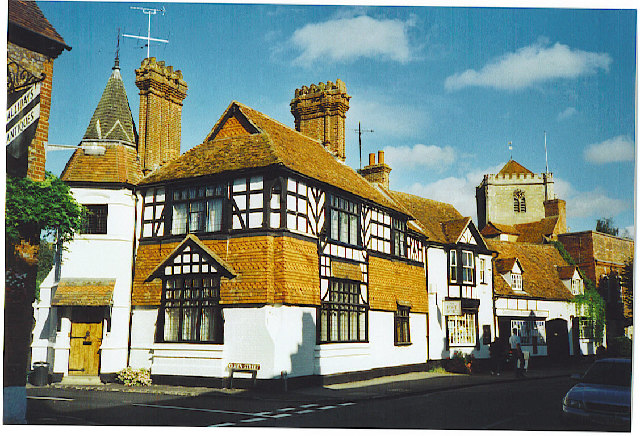
Dorchester avec la Tour de l'abbaye à l'arrière-plan.

La ville fut fondée à l'époque romaine sous le nom de Dorocina, le long d'une route menant au camp d'Alchester, situé 25 km plus au nord.
En 634, le pape Honorius Ier envoya Birin évangéliser les populations anglo-saxonnes païennes de la vallée de la Tamise. Le roi du Wessex Cynegils fit alors don de la cité à Birin, afin que celui-ci y installe le siège d'un diocèse. Birin devint alors le premier évêque de Dorchester.
Dans un premier temps, le diocèse de Dorchester était extrêmement vaste, s'étendant à la fois sur la majeure partie du Wessex, mais aussi de la Mercie, Dorchester constituant une ville-frontière entre ces deux royaumes. La création en 660 de l'évêché de Winchester, lui retira le Wessex pour ne lui laisser que la Mercie. La ville n'en perdit pas pour autant un certain avantage politique, puisqu'elle devint de Facto capitale du royaume de Wessex, avant d'être détrônée par Winchester, aux alentours de l'an 686.
Après la conquête normande par Guillaume le Conquérant à laquelle il aurait participé, Rémi de Fécamp obtient en récompense l'évêché de Dorchester en 1067, dont il devint le dernier titulaire, car, en 1085, il fit définitivement transférer le siège de l'évêché de Mercie à Lincoln.
L'ancienne abbaye de Dorchester, ayant accueilli une communauté de moines augustins fut construite à l'emplacement de l'ancienne cathédrale. L'église abbatiale du XIIe siècle est désormais un simple lieu de culte paroissial depuis la dissolution des monastères sous la réforme anglicane d'Henri VIII. Elle est aujourd'hui la principale attraction touristique, tandis que le reste des bâtiments monastiques abrite un musée.